# ورم عضلي أملس
الورم العضلي الأملس أو ورم العضلات الملساء (بالإنجليزية: leiomyoma)‏ وهو ورم حميد نادرًا ما يتحول إلى ورم خبيث (نسبة أقل من 0.1%) .من الممكن ان يتكوّن في أي عضو، ولكن غالباً ما يظهر في الرحم والأمعاء الدقيقة والمريء.

## السبب
الورم العضلي الأملس كمعظم الأورام والسرطانات لا يُعرف سبب واضح وأكيد لوجوده.

## الأعراض والعلامات

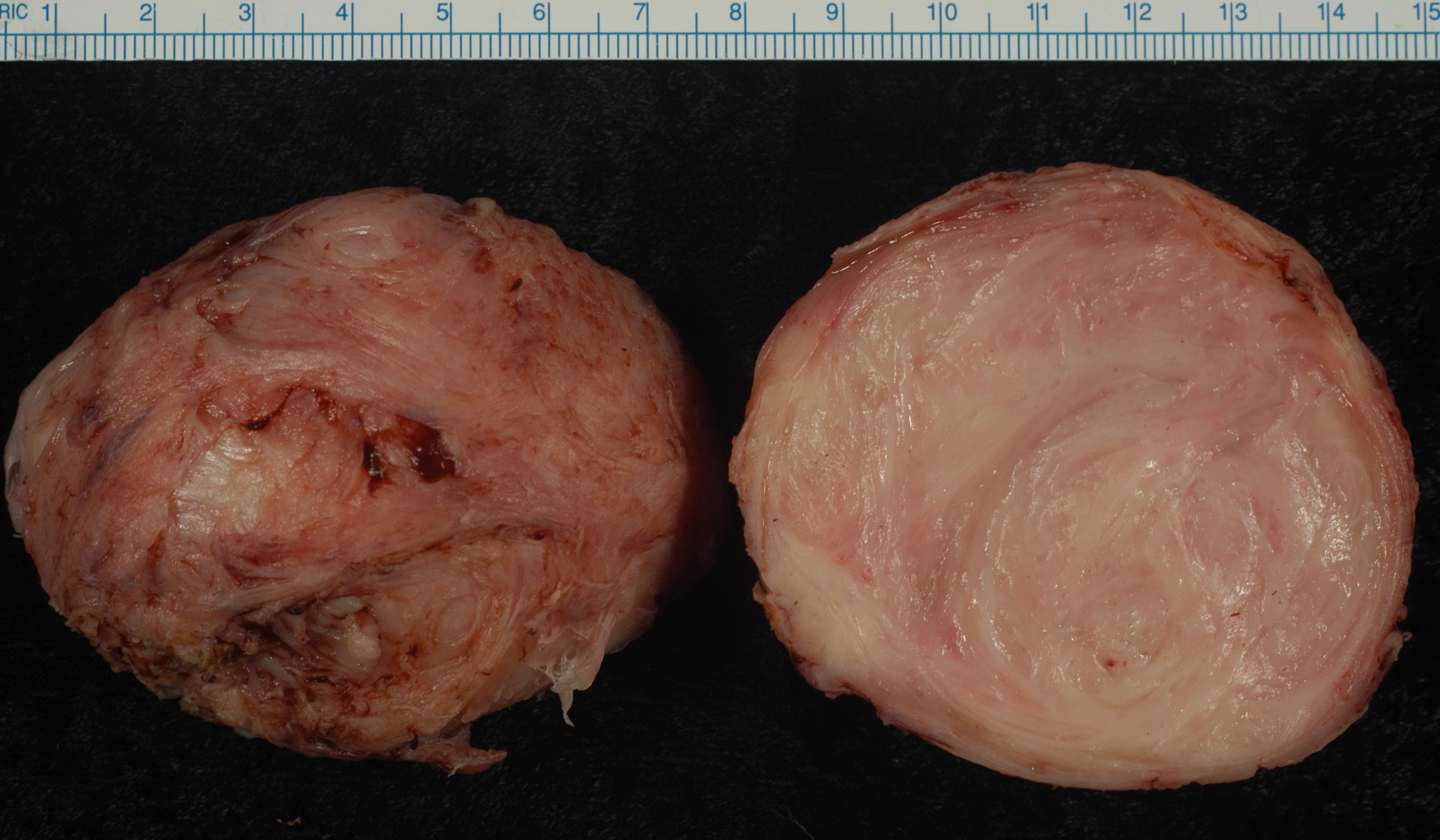
ورم عضلي أملس مستأصل من الرحم تم قطعة من المنتصف تمامًا لفحص تكوينه الداخلي, المقطع الأيمن يوضح التكوين الداخلي والمقطع الأيسر يوضح السطح الخارجي

تختلف أعراض الورم العضلي الأملس باختلاف مكانه في الجسم :

### الرحم
يسبب تكوين ورم عضلي أملس في الرحم عدة أعراض منها العقم و نزيف الحيض المفرط (غزارة الطمث) مما قد ينتج عنه فقر الدم.
ويعد أحد الأنواع النادرة من الأورام العضلية الملساء التي تظهر في الرحم هو الورم العضلي الشحمي ، وهو ورم حميد يتكون من خليط من الخلايا الشحميه وخلايا العضلات الملساء. وقد لوحظ ترافق ظهور الأورام العضلية الملساء في الرحم مع بعض أورام وأمراض المبيض> 

### المريء
قد لا تظهر أية أعراض أو قد يعاني المريض من صعوبة في البلع.

### الجلد
يظهر الورم العضلي الأملس في الجلد بعدة أشكال هي:
- ورم عضلي املس ظاهري فردي
- ورم عضلي املس متعدد وينشأ من العضلات المحركة لبصيلات الشعر وأشهر أعراضه هو الألم في مكان الورم وذلك بسبب ضغط الورم على الأعصاب المسؤولة عن الإحساس في الجلد.
- ورم عضلي املس وعائي، وينشأ من العضلات الملساء في جدار الأوعية الدموية وأشهر أعراضه هو الألم في مكان الورم وذلك بسبب انقباض جدار الوعاء الدموي المصاب مما يقلل من وصول الدم إلى الأنسجة.
- ورم عضلي املس تناسلي، وتنشأ من العضلات الملساء في الأعضاء التناسلية وغالبًا لا يسبب أية أعراض.

### الأمعاء الدقيقة
الورم العضلي الأملس هو الورم الحميد الأكثر شيوعًا في الامعاء الدقيقة. وفي نصف الحالات يكون حجم الورم أقل من 5سم.

## العلاج
تعد جراحة استئصال الورم هي العلاج الأساسي لحالة الأورام العضلية الملساء ويمكن استخدام الأدوية لتسكين آلام المريض فقط.

## المضاعفات
تختلف مضاعفات الأورام العضلية الملساء باختلاف العضو الذي توجد فيه، وفي حالة عدم التدخل العلاجي قد يؤدي نمو الورم إلى انسداد العضو أو النزيف الشديد أو تحول الورم نفسه إلى ورم خبيث.